# Parathesis cintalapana
Parathesis cintalapana är en viveväxtart som beskrevs av C.L. Lundell. Parathesis cintalapana ingår i släktet Parathesis och familjen viveväxter. Inga underarter finns listade i Catalogue of Life.